# Рижский ОМОН
Рижский ОМОН (латыш. Rīgas OMON) — отряд милиции особого назначения, сформированный в городе Рига Латвийской ССР в 1988 году. В 1991 году выведен в город Тюмень. Против ряда сотрудников в Латвии были возбуждены уголовные дела.

## История формирования
Основан по приказу № 206 министра внутренних дел СССР Александра Власова от 2 декабря 1988 года. Первый командир — Эдгар Иванович Лымарь, с 1990 года — Чеслав Геннадиевич Млынник. Отряд насчитывал 120—150 бойцов (из них 20 офицеров).
После провозглашения Верховным Советом Латвии декларации о восстановлении независимости от СССР, министр внутренних дел Латвийской ССР, назначенец Народного фронта Алоиз Вазнис перевёл ОМОН в своё непосредственное подчинение, начав чистку его рядов по национальному признаку. Командир отряда подполковник милиции Эдгар Иванович Лымарь отказался подчиниться Вазнису и через центральную газету «Советская Латвия» заявил, что будет выполнять только те приказы, которые не противоречат Конституции СССР и Конституции Латвийской ССР. В ответ Вазнис прекратил выплату денежного довольствия бойцам ОМОНа, выдачу амуниции и горючего, а Совет министров Латвийской ССР потребовал расформирования отряда у МВД СССР
Отряд стал первой коммерческой охранной структурой, происшедшей из МВД и работавшей по договору с управлением торговли г. Юрмалы. Злоупотреблениям во время закрытия ресторанов способствовало разрешение министра Вазниса нести службу в масках с прорезями для глаз. Юрмальская милиция фиксировала жалобы посетителей ресторанов на злоупотребления.
Поскольку сделать ОМОН своим политическим орудием Вазнису не удалось, а новой власти очень хотелось перетянуть силовые структуры на себя, министр издал «приказ о деполитизации» в МВД, запретивший сотрудникам принимать сторону какой-либо из ветвей власти в республике. Это вызвало несогласие, стимулировавшее приток в ОМОН обиженных из разных отделов внутренних дел республики.
По просьбе первого секретаря ЦК Компартии Латвии А. П. Рубикса министр Вадим Бакатин к осени 1990 года передал рижский ОМОН из подчинения МВД Латвийской ССР в МВД СССР — к Вильнюсской 42-й дивизии внутренних войск. Кроме табельных пистолетов Макарова, бойцам на постоянное ношение выдали автоматы, гранаты, а отряду придали два новых БТР. Координатором деятельности ОМОНа в республике был назначен заместитель начальника УВД Риги, полковник Николай Степанович Гончаренко.
11 декабря 1990 года Народный фронт Латвии принимает заявление с призывом готовиться к часу «Х», чтобы дать отпор «имперским силам», «вступать в отряды добровольных стражей порядка особого назначения ЛР», создавать на предприятиях фонды помощи, «использовать различные варианты стачек для разрушения экономической системы СССР». Фракция НФЛ в Верховном совете Латвии создаёт штаб обороны, которому ставится задача обеспечить защиту завоеваний демократии. В него вошли представители радикального крыла Народного фронта Латвии Андрей Крастыньш, Талавс Юндзис и Одиссей Костанда.
В декабре 1990-го- январе 1991 года неизвестные лица подбрасывают и приводят в действие взрывные устройства у зданий ЦК Компартии Латвии, Дома политпросвещения, Дома печати — издательства ЦК Компартии Латвии, возле жилого дома, где проживали военнослужащие Советской Армии, у больницы. На митингах и собраниях звучат заявления, что «завоевать свободу без жертв невозможно», «Москва потопит Латвию в крови за стремление выйти из СССР».

## Январские события в Риге
2 января 1991 года по просьбе ЦК Компартии Латвии на основании приказа МВД СССР рижский ОМОН захватил высотный Дом печати в Риге, где находилось Издательство ЦК Компартии Латвии, выпускавшее всю периодическую прессу. Ранее было объявлено о его национализации правительством Латвии.
13 января в Риге состоялся митинг Народного фронта в поддержку Верховного совета и Совета министров, а также в знак протеста против вооружённых акций в Литве, в котором приняло участие около 500 000 человек, собравшихся в течение нескольких часов. Вечером того же дня началось сооружение баррикад вокруг стратегических объектов в Риге и некоторых других городах Латвии.
14 января ОМОН разоружил рижское отделение милиции «Вецмилгравис» и устроил там свою базу, на следующий день был разоружен рижский филиал Минской высшей школы МВД, откуда унесли 42 автомата, 215 пистолетов, пять пулеметов, четыре снайперские винтовки, два гранатомета и боеприпасы.
16 января ОМОН приступил к разблокированию заграждения из КамАЗов на мосту через Милгравский канал, соединявшем базу отряда с центром города. В ходе столкновения от пули омоновцев погиб шофер министерства сообщения Роберт Мурниекс, находившийся в проезжавшей мимо машине и не остановившийся по требованию ОМОНа.
Поскольку правительство провозглашенной, но не признанной де юре Латвийской республики приступило к формированию властных структур параллельно с существовавшими в республике учреждениями СССР, в Латвии создалось двоевластие, когда формально страной управляли Верховный совет и Совет министров во главе с деятелями Народного фронта Латвии, а фактически она контролировалась Союзом ССР через Прибалтийский военный округ, МВД, банковскую и денежную систему, обеспечивалась из союзного центра материально-техническими ресурсами.

### Перестрелка в центре Риги 20 января 1991 года
18 января 1991 г. министр внутренних дел Латвии Алоиз Вазнис выслал в МВД СССР свой приказ о том, что по бойцам ОМОНа, приближающимся к объектам МВД ЛР на расстояние менее 50 метров, разрешено открывать огонь на поражение. Из Москвы это послание было передано в ОМОН.
Напряжение усилило сообщение, что пятеро неизвестных якобы изнасиловали жену командира взвода Лактионова. В ту же ночь, с 19 на 20 января, был обстрелян пост ОМОНа в Доме печати. Погнавшись за нападавшими, омоновцы недалеко от места происшествия задержали микроавтобус «Латвия» с пятью боевиками, в котором были обнаружены патроны, бутылки с зажигательной смесью и аппаратура оперативной телефонной связи и комплект документов, раскрывающих шифры, коды, позывные системы связи военных формирований Народного фронта. Боевики были доставлены на базу ОМОНа в Вецмилгравис, а затем в Прокуратуру Латвийской ССР.
20 января, направляясь в Прокуратуру Латвийской ССР для смены караула, машины ОМОНа были обстреляны неизвестными со стороны здания Госстроя Латвийской ССР, находившегося напротив МВД дальше на бульваре Райниса, и с пятого этажа здания МВД. Омоновцы вынуждены были искать укрытия в здании МВД, что затем преподносилось как «штурм МВД». На то, чтобы полностью установить контроль над зданием, где на момент «штурма» находилось около 100 сотрудников милиции, группе бойцов ОМОНа потребовалось 16 минут.
Ход событий фиксировали многочисленные репортёры и телеоператоры, каким-то образом предупреждённые о том, что произойдёт возле Бастионной горки. Дежурный на пульте УВД отмечает: «Смотри, какая подготовка хорошая — тут и телевидение, антенны развернули, прямой репортаж…» Республиканское телевидение и радио вело прямой репортаж с места событий, где также было множество иностранных корреспондентов. Группе московских репортёров, планировавших 20 января уехать из Риги, кто-то из латвийских коллег посоветовал сдать билеты, так как «ожидаются очень интересные события».
В результате интенсивной стрельбы в центре города 8 человек было ранено, 5 — убито. Из них четверо, в том числе операторы группы кинорежиссёра Юриса Подниекса Андрис Слапиньш и Гвидо Звайгзне, милиционер Сергей Кононенко и школьник Эди Риекстиньш, погибли в парке у Бастионной горки, получив смертельные ранения в спину, то есть с тыла ОМОНа, а милиционер Владимир Гомонович был убит между четвёртым и пятым этажами здания МВД выстрелом сверху. Существует версия, что все жертвы — на совести так называемой «третьей силы», идентифицировать которую за 30 лет после событий так и не удалось. Следствие, проведённое специальной бригадой Генеральной прокуратуры СССР во главе с В. Е. Костыревым, подтвердило, что пули, изъятые из тел погибших, выпущены из оружия, не принадлежавшего омоновцам.

## Защита конституционного порядка СССР
Рижский ОМОН последовательно выступал за сохранение Советского Союза и хранил верность присяге. С одной стороны, это сделало его объектом постоянных провокаций со стороны сторонников государственной независимости Латвии, среди которых были и радикалы. Контролирумые Народным фронтом СМИ представляли Рижский ОМОН врагом латышского народа. По мнению бывшего первого секретаря Рижского горкома Компартии Латвии Арнольда Клауцена, в то время, как командующий Прибалтийским военным округом генерал Ф.Кузьмин заявил о невмешательстве армии в политические процессы и строго придерживался этой позиции, так что втянуть армию в провокации было невозможно, ОМОН, которому союзное МВД поручило охрану стратегических объектов и защиту конституционного порядка, стал мишенью. В то же время в рабочих коллективах Риги ОМОН пользовался растущей поддержкой: для бойцов собирали продукты питания, сигареты, теплую одежду, командиров приглашали на встречи и митинги.

### Ликвидация таможен
В конце 1990 года, с целью защиты внутреннего рынка, Таможенный департамент Латвии стал размещать таможенные пункты на сухопутной границе республики, что противоречило Конституции СССР и принципу свободного движения товаров внутри СССР.
По приказу министра внутренних дел СССР Бориса Пуго с середины до конца мая 1991 г. проводилась операция по разблокированию таможен силами Рижского и Вильнюсского ОМОНов. На каждый пункт вместе с бойцами выезжали представители следствия и прокуратуры советских республик, которые составляли акты, разоружали представителей таможен. Имущество — будки, посты, вагончики, шлагбаумы — уничтожалось на месте. Таким образом, по версии командира отряда Чеслава Млынника, было снято около 200 таможенных постов, по версии латышских СМИ — 16.

### Подозрение в нападении на Мядининкай
По версии литовского следствия, 31 июля 1991 года бойцы Рижского ОМОНа, при содействии их коллег из Вильнюсского ОМОНа, напали на литовский таможенный пункт в Мядининкае, на границе с Белоруссией. Семь человек в результате нападения были убиты, среди них оказались литовские таможенники и полицейские. Ещё один таможенник был тяжело ранен. 11 мая 2011 года Вильнюсский окружной суд за участие в этом нападении приговорил к пожизненному заключению бывшего омоновца Константина Михайлова (Никулина). Сам Михайлов себя виновным не признал и высказал предположение, что преступление совершила неизвестная группа военнослужащих, которая в это время находилась на базе вильнюсского ОМОНа.
Константин был осуждён на основании единственной улики — найденной на месте событий через сутки, 1 августа 1991 года, проржавевшей гильзы от пистолета Макарова и на том основании, что у него было такое табельное оружие. Однако следственный эксперимент, проведённый со стреляными гильзами от пистолета в природе в 2015 году, когда их разбросали в песке и в траве на открытом воздухе, показал, что они не заржавели ни через сутки, ни через 10 суток. Таким образом, инкриминировать преступление на базе такой улики было нельзя.
28 октября 2016 года Вильнюсский окружной суд заочно признал трех бывших бойцов Рижского ОМОНа — граждан России Андрея Лактионова, Чеслава Млынника и Александра Рыжова — виновными в убийстве сотрудников литовской полиции и таможни, классифицировав этот инцидент также как преступление против человечности, а также обязав виновных возместить Литовской республике ущерб в размере 653 тыс. 850 евро.
Чеслав Млынник считает приговор политически мотивированным и утверждает, что у Рижского ОМОНа на день инкриминирумых событий было алиби: он был поднят по тревоге для проверки личного состава, которую проводила Генеральная прокуратура СССР. Он также связывает трагические события с визитом в СССР президента США Джорджа Буша-старшего 29 июля 1991 года. «Литве нужна была провокация, конфликт. Нужны были трупы», — уверен Млынник, поэтому провокация и была совершена.
В 2015 году независимое журналистское расследование Г.Горене выявило множество нарушений в ходе осмотра места преступления и сборе вещественных доказательств, манипуляции материалами дела, которые позволяют сделать вывод о том, что настоящие виновники убийства в Мядининкае так и не были установлены, а следствие было проведено тенденциозно и с политическим заказом от властей независимой Литвы.

## События 19-24 августа 1991 года
19 августа министр внутренних дел, член ГКЧП Борис Пуго отдал приказ рижскому ОМОНу восстановить советский порядок в Риге. Приказ был получен в 6.00 утра. Пятью группами по 10-15 человек при помощи приданных отряду армейских вертолетов МИ-8 «черные береты» десантировались на порученные им объекты, уже через 8 часов установили над ними полный контроль. В их числе были здания городского УВД, МВД, центра Латвийского телевидения на Закюсале, междугородной телефонно-телеграфной станции на улице Дзирнаву и Латвийского радио на Домской площади.
Утром 20 августа бойцы ОМОНа передали взятые объекты армейским десантникам и вместе с контрразведкой взялись за поиск оружия сепаратистов. Взвод ОМОНа приехал на базу Национальных сил обороны Латвии («белых беретов») и разоружил 400 спецназовцев новой власти. В найденных штабах они изъяли националистическую литературу и мощные передвижные радиостанции на базе автомашин ГАЗ-66.
Однако приказа о разоружении МВД и городского управления милиции, в целом нелояльных к ГКЧП, ОМОНу никто не отдавал..
К вечеру 20 августа члены правительства Латвии исчезли из Риги. Глава Совета министров Ивар Годманис в своих воспоминаниях написал, что был уверен, что его и других министров расстреляют. Поэтому министр иностранных дел Янис Юрканс, в соответствии с ранее разработанным планом, должен был вылететь за рубеж, чтобы защищать интересы Латвии. Ещё 19 августа он вылетел рейсом SAS в Копенгаген, дав долларовую взятку майору пограничной службы, задержавшему его в аэропорту «Рига». Митингов, протестов и баррикад не было.
21 августа бойцы ОМОНа готовились взять под свой контроль последний объект, находившийся под контролем сторонников НФЛ, — здание Верховного Совета Латвии. Однако события в Москве решили судьбу Латвийской Республики в её пользу.
ОМОН покинул все охраняемые объекты и вернулся на свою базу, заняв круговую оборону. Штурмовать её никто из местных не решился. Приказ разоружить ОМОН отдавали полку морской пехоты, базировавшемуся в Болдерае, однако он отказался и сообщил, что если приказ согласится выполнить кто-то другой, морпехи пойдут на выручку к ОМОНу. Аналогичное мнение высказали командиры ещё нескольких воинских частей. В это время литовские националисты блокировали базу Вильнюсского ОМОНа, откуда часть бойцов прорвалась и воссоединилась с рижскими коллегами.
После провала Августовского путча в Москве Верховный Совет Латвийской Республики принял Конституционный закон о выходе Латвии из состава СССР. Чтобы это было признано де-юре, требовалась международная поддержка, однако положение новой латвийской власти было шатким.
Делегация в составе Анатолия Горбунова, Яниса Диневича, Ояра Кехриса, Илмара Бишера и Владлена Дозорцева отправилась в Москву к президенту России Борису Ельцину. На организованной 24 августа 1991 года руководителем полномочного представительства Латвийской ССР в Москве Янисом Петерсом встрече Анатолий Горбунов высказал две просьбы: убрать командующего Прибалтийским военным округом генерала Ф.Кузьмина, открыто поддержавшего ГКЧП и выведшего войска на улицы Риги, и вывести из Латвии рижский ОМОН. Обе просьбы Ельцин удовлетворил сразу же, в ходе встречи: он отдал распоряжение командующему Ленинградским военным округом, чтобы его заместитель генерал Миронов немедленно принял командование Прибалтийским военным округом, а новому руководителю КГБ Бакатину и министру внутренних дел РСФСР Баранникову — чтобы обеспечили военно-транспортные самолёты для эвакуации ОМОНа.
А затем Ельцин совершенно неожиданно для латвийской делегации вручил ей Указ президента РСФСР «О признании государственной независимости Латвийской Республики», подписанный в её присутствии 24 августа 1991 года. "Единственное, что вызвало особый разговор, это русские настроения в Латвии. Ельцин сказал внятно: «Ну, не обижайте русских. Их у вас много… Горбунов обещал», — вспоминал В.Дозорцев о разговоре в Кремле.
Бойцам ОМОНа предлагалось либо перейти на службу во внутренние войска, либо сдать оружие и уехать из Латвии поодиночке или группами по 30—40 человек, чтобы служить в других местах. Но омоновцы поставили условие, что выедут из Риги только всем отрядом, а бронетехнику и оружие сдадут, только имея гарантии безопасности своих семей. От сухопутного марша на Псков отказались, попросив авиаперелёт транспортными самолётами с военного аэродрома в Риге.
На совещании в Риге 26 августа начальник Рижского ГУВД В.Бугай предложил отправить ОМОН в Тюмень, где работал его товарищ по академии.
28 августа 1991 года министр внутренних дел СССР генерал-лейтенант Виктор Баранников подписал приказ № 305 «О расформировании Рижского отряда милиции особого назначения».
Большинство омоновцев выехали из Латвии, а те, кто остались, пошли обвиняемыми по уголовному процессу по событиям 1991 года. Вину конкретных людей доказать не удалось, обвинения в преступлениях против человечности тоже, поэтому дело в отношении ОМОНа в Латвии было закрыто.

## После августовского путча
После провала августовского путча 1991 года рижский ОМОН был передислоцирован в г. Тюмень. Вся документация отряда 20-21 августа 1991 года была полностью вывезена, что впоследствии помогло бойцам в аттестации по новому месту службы.
1 сентября на четырнадцати военно-транспортных самолётах 124 омоновца (некоторые с семьями), вооружение, автотехника и другое имущество прибыли в Тюмень. Их разместили в пионерском лагере «Юный дзержинец» на Верхнем Бору.
8 октября в Сургуте при содействии МВД России был арестован и депортирован в Латвию заместитель командира отряда капитан Сергей Парфёнов. По оперативным данным УКГБ СССР по Тюменской области, омоновцы привезли в Сибирь неучтённое оружие, и арест Парфёнова мог спровоцировать отряд на мятеж. Народный депутат СССР от Тюмени С. В. Васильев выступил в прямом эфире местного телевидения с заявлением, в котором потребовал от прокуратур СССР и РСФСР гарантий невыдачи бойцов ОМОНа властям Латвии. В 1992 году Парфёнов был приговорен к четырём годам тюремного заключения, однако в июле следующего года по личной просьбе Бориса Ельцина был выдан России и 3 августа помилован.
Тогда же командир ОМОН Чеслав Млынник примкнул к вновь созданному народно-освободительному движению «Наши», созданному в Санкт-Петербурге тележурналистом и политиком Александром Невзоровым
Ряд бывших сотрудников отряда принимал активное участие в различных вооруженных конфликтах на территории бывшего СССР и стран Восточной Европы — в Приднестровье, Нагорном Карабахе, Абхазии и Республике Сербской. Так, Сергей Владимирович Мелешко воевал на территории Боснии и Герцеговины в составе 1-го Русского Добровольческого отряда и погиб 30 сентября 1992 года в районе города Гацко.
В 1992 году с началом грузино-абхазского конфликта руководство Генштаба неофициально обратилось к Чеславу Млыннику с просьбой о сборе команды специалистов для помощи Абхазии. 26 добровольцев под его командованием, преодолев сопротивление превосходящего противника, захватили стратегически важный мост в Верхних Эшерах, а затем с ходу овладели господствующей высотой. За этот подвиг добровольцы были представлены абхазским руководством к наградам, а Ч. Г. Млынник к высшей награде республики — ордену «Леона». Впоследствии Чеслав Млынник участвовал в локальных конфликтах в Азербайджане и Югославии, в 1993 году помогал создавать отряд самообороны в Надтеречном районе Чечни и принимал участие в октябрьских событиях в Москве на стороне защитников Дома Советов России. Затем вернулся в Санкт-Петербург, где работал военным корреспондентом газеты «Возрождение России». В начале 1994 года он был арестован по обвинению в незаконном ношении оружия, но в октябре того же года оправдан и освобожден в зале суда. Приказом Минобороны России от 27 апреля 2000 года Чеславу Млыннику присвоено воинское звание «полковник». Бывшие бойцы сообщали, что в 2008 году он был тяжело ранен в Южной Осетии.
В 1999 году десять бывших омоновцев обвинялись латвийским судом в уничтожении таможенных пунктов на границе с Россией, захвате здания МВД и телецентра в Риге, а также в избиении людей в 1991 году и условно осуждены на сроки от полутора до четырёх лет лишения свободы. В 2004 году к условным срокам по аналогичным обвинениям были приговорены ещё двое. Некоторые бывшие сотрудники, как например, Александр Ахраров, до сих пор скрываются от латвийских правоохранительных органов.
Бывший омоновец Дмитрий Машков до 1994 года работал в полиции Латвии, но был осуждён на два года лишения свободы условно за присвоение ценностей, совершённое при осмотре ограбленной квартиры. В 2001 году был арестован полицией безопасности Латвии по подозрению в причастности к взрыву у Рижской хоральной синагоги в 1998 году и убийстве судившего его судьи Яниса Лаукрозе. Вскоре был освобождён «из-за отсутствия достаточных доказательств» и выехал в Россию.
Бывший боец Рижского ОМОНа Александр Рыжов, находящийся в розыске правоохранительными органами Литвы по подозрению в убийстве семи литовских таможенников в Мядининкае, в 2011 году был приговорён в Санкт-Петербурге к 15 годам лишения свободы за создание преступного сообщества, занимавшегося вооружённым грабежом и похищениями людей.
По утверждению адъюнкт-профессора политологии Университета Джорджа Вашингтона Дэвида Кокса в книге «Close Protection: The politics of guarding Russia’s Rulers», отдельные представители бывшего рижского ОМОН участвовали на стороне защитников Дома Советов в Москве в ходе противостояния в октябре 1993 года.